# 拜克塔什教團

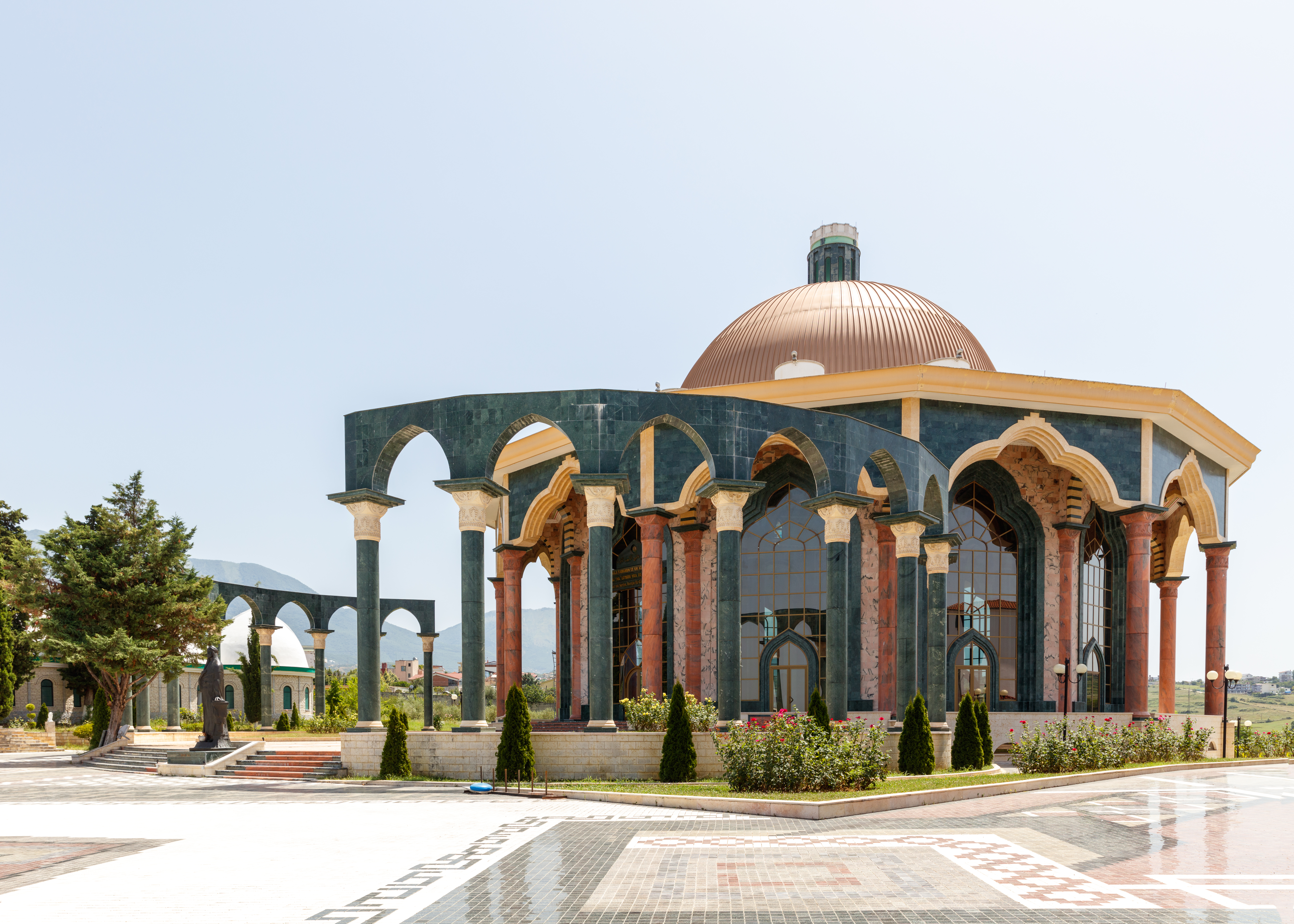
位於阿爾巴尼亞首都地拉那的拜克塔什教團世界總部建築

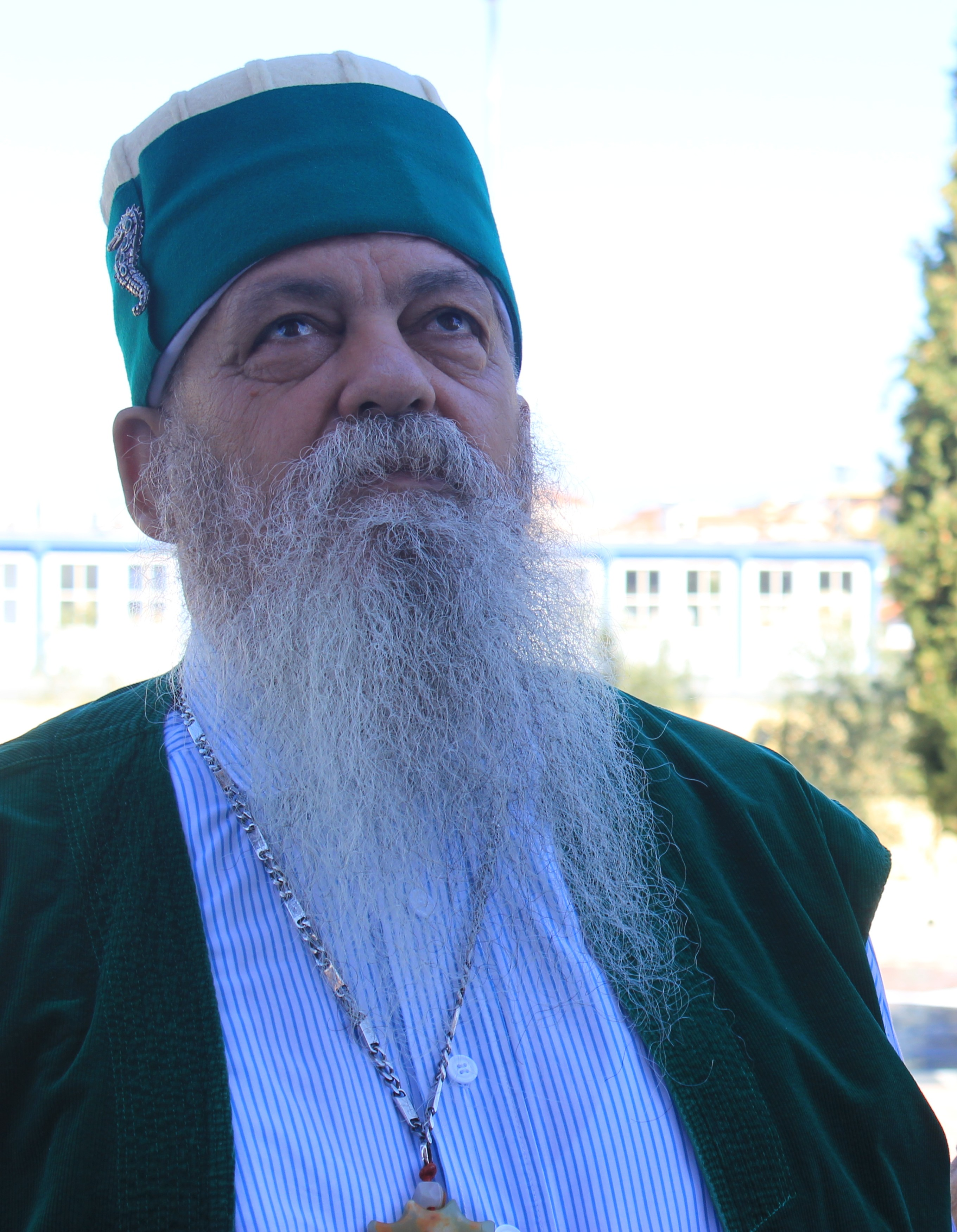
2011年起接任拜克塔什教团领袖的巴巴·蒙迪

拜克塔什教團是伊朗人哈吉·拜克塔什在十三世纪於安納托利亞成立的苏菲主义教團。哈吉·拜克塔什自稱是什葉派第七任伊瑪目穆萨·卡齐姆的曾孫，但這可能不是事實，因為兩人的年代相差近五百年。
拜克塔什教團不只在土耳其，也分布於阿爾巴尼亞和波士尼亞、克羅地亞，是奥斯曼帝国蘇丹親兵的官方宗教（他們称自己為拜克塔什的士兵、拜克塔什的子孫，教長是親兵的名譽指揮官）。信众多为在奥斯曼帝国时期改信的原东正教徒。尤其在阿尔巴尼亚、保加利亚、奥斯曼帝国伊庇鲁斯、克里特以及马其顿的希腊裔穆斯林中较为流行。
與一般蘇菲教派有別，此派有強烈什葉派和民間信仰元素，他們特别尊敬阿里，認為穆罕默德與阿里是一人。

## 近代發展
1826年，奥斯曼帝國蘇丹馬哈茂德二世發動吉祥事變，蘇丹親兵被解散，拜克塔什教團也被帝國政府鎮壓。但在19世紀中期坦志麦特時代，教團又恢復了活動自由。1925年，拜克塔什教團被土耳其共和國總統凱末爾政府驅逐出境，但該教團在土耳其一直地下運作到1980年代。據粗略估計，在開塞利-卡帕多西亞地區有數百萬人信奉。目前土耳其政府仍然禁止拜克塔什教團在境內公開活動。
被土耳其驅逐之後，拜克塔什教團總部於1930年在阿爾巴尼亞重建。在阿爾巴尼亞，該教團一直公開運作到1967年，當時有12萬信徒。1967年，阿尔巴尼亚劳动党政府關閉了所有拜克塔什修道院，1990年，教團開始復興。
2024年9月21日，媒體報導阿爾巴尼亞總理艾迪·拉馬計劃以首都地拉那的拜克塔什教團世界總部為領土，成立一個微型的主權國家。拉瑪表示新國家的目標是促進宗教寬容及溫和的伊斯蘭教。

## 延伸阅读
- Birge, John Kingsley (1937). The Bektashi order of dervishes （页面存档备份，存于）, London and Hartford.
- Brown, John (1927), The Darvishes of Oriental Spiritualism.
- Küçük, Hülya (2002) The Roles of the Bektashis in Turkey’s National Struggle. Leiden: Brill.
- Mélikoff, Irène (1998). Hadji Bektach: Un mythe et ses avatars. Genèse et évolution du soufisme populaire en Turquie. Leiden: Islamic History and Civilization, Studies and Texts, volume 20, ISBN 90-04-10954-4.
- Shankland, David (1994). “Social Change and Culture: Responses to Modernization in an Alevi Village in Anatolia.”In  C.N. Hann, ed., When History Accelerates: Essays on Rapid Social Change, Complexity, and Creativity. London: Athlone Press.
- Yaman, Ali (undated). "Kizilbash Alevi Dedes." (Based on his MA thesis for Istanbul University.)
- Vorhoff, Karin. (1998), “Academic and Journalistic Publications on the Alevi and Bektashi of Turkey.” In: Tord Olsson/Elizabeth Özdalga/Catharina Raudvere (eds.) Alevi Identity: Cultural, Religious and Social Perspectives, Istanbul: Swedish Research Institute, pp. 23–50.